# Зангвилл, Израэл
Израэл Зангвилл (также Зангвиль Израэль англ. Israel Zangwill — произносится: И́зриэл За́нгуил; 14 февраля 1864, Лондон — 1 августа 1926, Мидлхерст, Сассекс) — английский писатель

 и деятель еврейского движения. Автор знаменитого словосочетания в отношении к США — «Плавильный котёл».

## Биография

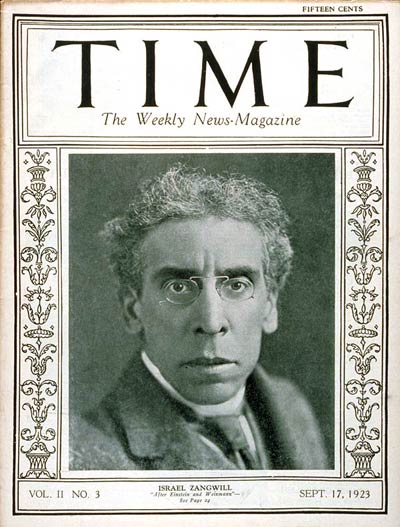
Портрет Израэля Зангвилла на обложке журнала «Время», сентябрь 1923 года.

Сын эмигрантов из Царства Польского Российской империи. Учился в еврейском бесплатном училище в Лондоне. Писал на английском языке. Выпустил альманах «Пурим» (1880), состоящий главным образом из его произведений.
Основные сочинения Зангвилла посвящены социальным и социально-национальным темам. Первое крупное произведение, повесть «Премьер и маляр» (англ. «The Premier and the Painter», 1888, в соавторстве с Льюисом Коуэном), строится на обмене мест между премьер-министром и рабочим.
Наибольший успех принес Зангвиллу роман «Дети гетто» (англ. «Children of the Ghetto», 1892) о жизни евреев в Лондоне и примыкающие к нему сборники рассказов, а также «Мечтатели гетто» (1898) — полувымышленные, полуисторические биографии выдающихся евреев (Уриэля Акосты, Спинозы, Гейне, Лассаля, Дизраэли и др.). Роман «Дети гетто» относят к самым значительным явлениям англо-еврейской литературы.
Значимость также имеет детективный роман «Тайна Биг-Боу» (англ. The Big Bow Mystery, 1892), включающий в себя одну из первых в истории жанра загадку «убийства в запертой комнате», снискавший популярность при жизни автора и экранизированный в 1946 году.
С 1898 года Зангвилл примыкал к сионистскому движению, а в 1905 году организовал группу территориалистов, выдвинув лозунг ««Палестина — это страна без народа; евреи — это народ без страны»». В последующие 20 лет участвовал в попытках создания еврейского государства в Австралии, Канаде, Уганде, Ливии. Являлся поверенным Ротшильда, приглашая русских крестьян переселиться в Америку.
Его брат Луи Зангвилл тоже стал литератором. Он писал под псевдонимом Z. Z. З..

## Память
- Сегодня его имя носят улицы в городах Иерусалим и Нетания, в Израиле.